# Понизов'є
Понизо́в'є (рос. Понизовье) — присілок у складі Слободського району Кіровської області, Росія. Входить до складу Ільїнського сільського поселення.
Населення становить 10 осіб (2010).